# Mariotto Albertinelli

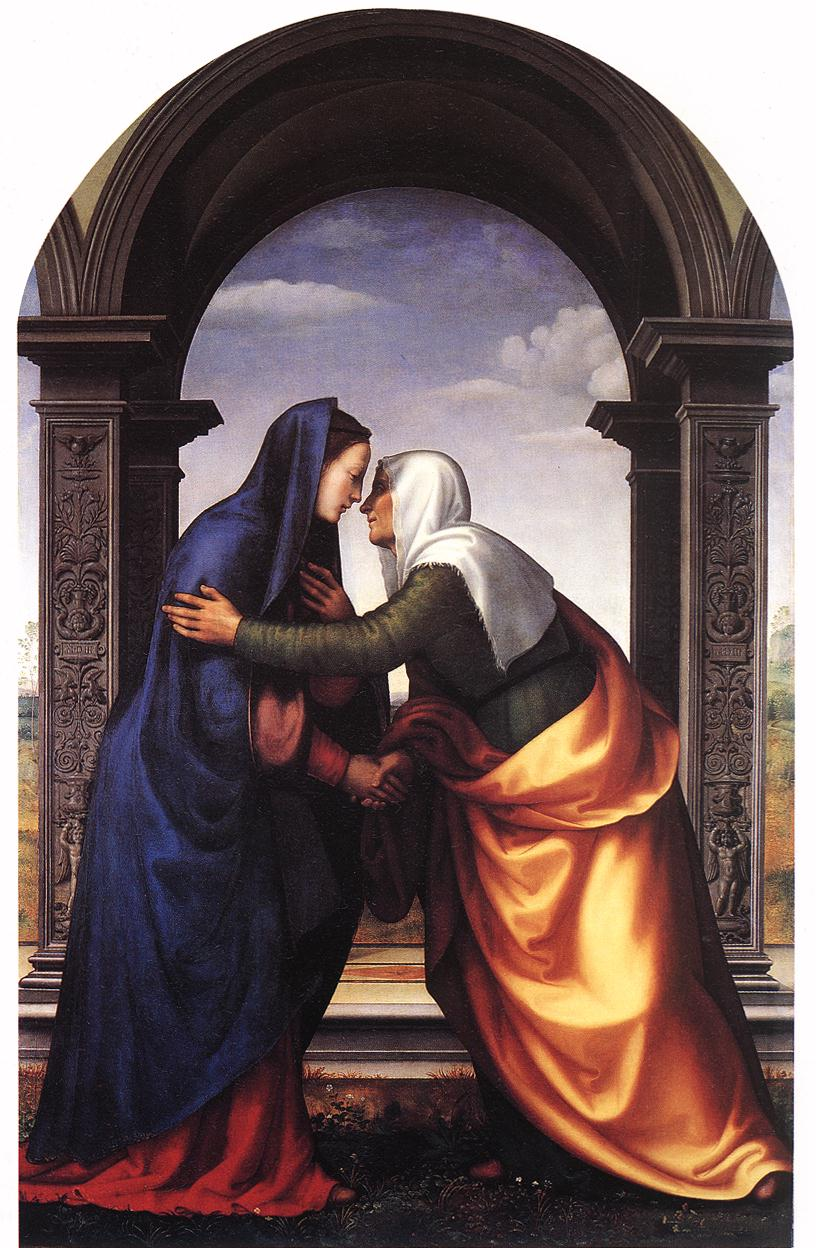
Jungfru Marie besökelsedag av Albertinelli.

Mariotto Albertinelli, född 13 oktober 1475 i Florens, Italien, död 5 november 1515, var en italiensk målare.

## Biografi
Albertinelli var son till en guldhamrare och efter att hans mor avlidit när han var bara fem år gammal började han själv utbildas till samma yrke. När han fyllde 12 år blev han istället elev hos Cosimo Rosselli tillsammans med Fra Bartolommeo.
Albertinelli var senare verksam i Florens och då påverkad av Fra Bartolommeo som båda gemensamt har utfört Marias himmelsfärd. Hans egna målningar utgörs främst av religiösa kompositioner.  Närheten i deras stil var sådan att det under många år rådde tvivel  över vem som hade målat vissa arbeten. Till exempel Kress tondo, nu i Columbia Museum of Art, gavs till Fra Bartolommeo, men senare tros vara ett verk av Albertinelli, använder den tidigares tecknande.
Från omkring 1500 avstod Fra Bartolommeo från målning under några år i spåren av Savonarolas moralkampanj. Fra Bartolommeo anslöt sig till Dominikanerorden som Fra Bartolomeo. Albertinelli arbetade sedan som en oberoende målare och fick olika uppdrag, bland annat 1503 den höga altartavlan för kapell Congregazione di San Martino (senare kyrkan Santa Elisabetta) i Florens (nu i Uffizierna). 
Albertinellis målningar präglas av olika influenser: Peruginos känsla för volym i rymden och perspektiv, Fra Bartolomeos färg, landskapsskildring av flamländska mästare som Memling och Leonardos sfumatoteknik. Hans främsta målningar finns i Florens, i synnerhet hans mästerverk, Visitationen (1503), som finns i samlingen i Uffizierna.